# Райнхарт, Джина
Джина Райнхарт (англ. Georgina "Gina" Hope Rinehart, род. 9 февраля 1954 года) — крупная австралийская предпринимательница, миллиардер. 
Владелица австралийской железорудной компании Hancock Prospecting. Самая богатая женщина в мире (по версии ежегодного рейтинга от Business Review Weekly) и самый богатый человек Австралии. Состояние на 2020 год оценивается в 13.5 миллиардов долларов. Унаследовала бизнес своего отца Hancock Prospecting. В 2011 году двое детей Джины — Джон и Бьянка — подали на нее в суд, в результате чего ею был утерян контроль над семейным трастом.

## Предпринимательская карьера
После смерти отца в марте 1992 года Райнхарт заняла пост исполнительного директора Hancock Prospecting Pty Limited (HPPL) и одноименной группы частных компаний. При руководстве её отца Лэнга Хэнкока эти компании занимались открытием крупных рудных месторождений и аккумулированием лицензий на их выработку. Джина сконцентрировала деятельность на уже принадлежащих холдингу не выработанных месторождениях, повышая капитал через совместные предприятия и превращение месторождений в приносящие доход рудники. 
В 2019 году заняла 36-е место в списке самых влиятельных женщин мира по версии Forbes.

## Благотворительность
Джина известна своей помощью детям Камбоджи и участием в деятельности некоммерческой организации по борьбе с торговлей людьми SISHA в качестве эксперта-консультанта.
В 2012 году Swimming Australia объявила о спонсорском соглашении, согласно которому благотворительная организация Georgina Hope Foundation во главе с Джиной Райнхарт выделит 10 миллионов долларов в течение четырех лет.